# Progreso (rivista)
Progreso ("Progresso") è una rivista in lingua Ido, fondata dal professore Louis Couturat del Collège de France nel 1908. È dedicata al propagazione, alla discussione libera e al perfezionamento costante di questa lingua ausiliaria internazionale.
Progreso ha costituito l'organo ufficiale della Uniono por la Linguo Internaciona Ido (Unione per la lingua internazionale Ido) fino al 2008.